# Поверенный (хутор)
Поверенный — хутор в Зимовниковском районе Ростовской области.
Входит в состав Кировского сельского поселения.

## География
На хуторе имеется одна улица: Звездная.

## Население
Динамика численности населения
| 2002 |
| ---- |
| 60   |

| 2010 |
| ---- |
| 52   |